# Idiataphe
Idiataphe là một chi chuồn chuồn ngô thuộc họ Libellulidae. Loài trong chi này có kích thước trung bình, dài 34–42 milimét (1,3–1,7 in). Chúng xuất hiện ở đông bắc Argentina, qua Brasil và Antilles đến Florida.

## Loài
Chi này chứa các loài sau:
- Idiataphe amazonica (Kirby, 1889)
- Idiataphe batesi (Ris, 1913)
- Idiataphe cubensis (Scudder, 1866)[3]
- Idiataphe longipes (Hagen, 1861)